# Etelberto II da Ânglia Oriental

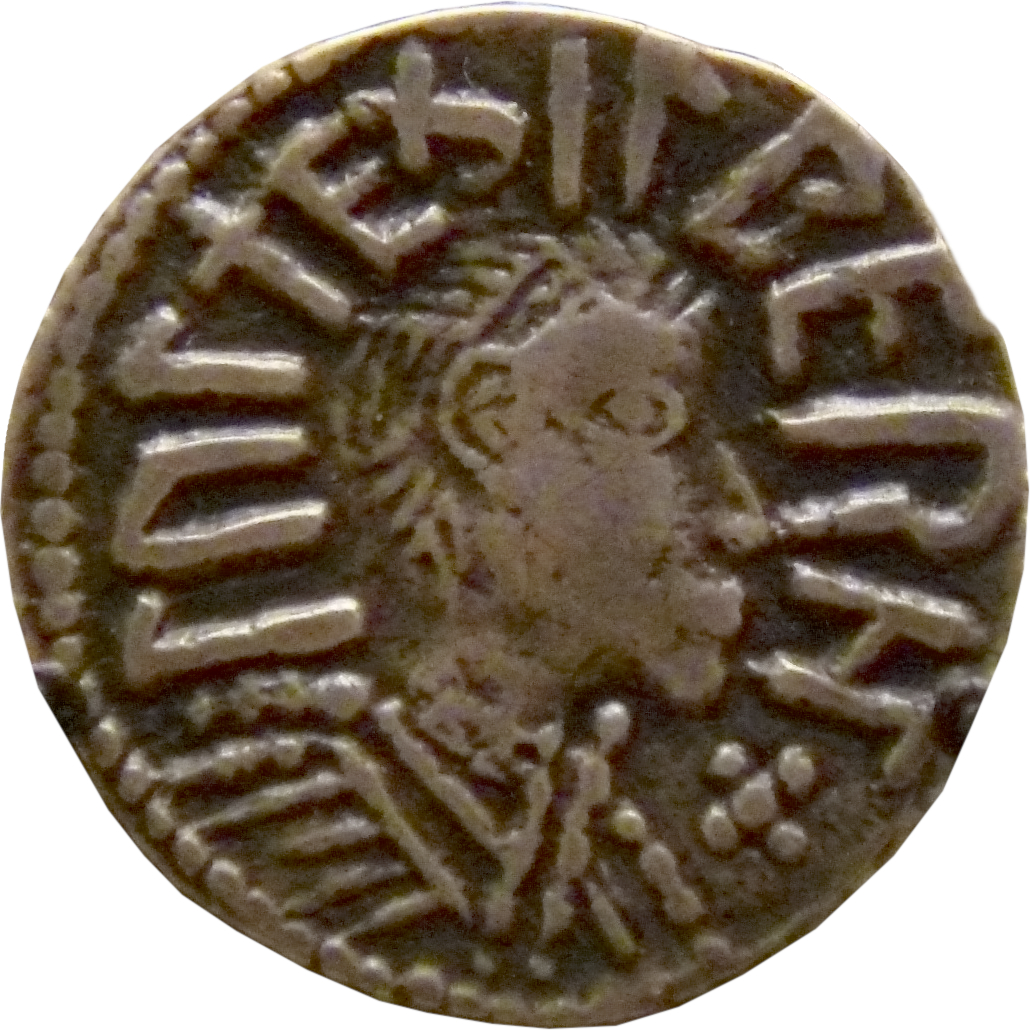
Uma das quatro moedas conhecidas que representam Etelberto II (Museu Britânico)

Etelberto ( inglês antigo : Æðelbrihte, ÆÞelberhte ), também chamado de Santo Etelberto, o Rei (morreu a 20 de maio de 794 em Sutton Walls, Herefordshire), foi um santo do século VIII e rei da Ânglia Oriental, o reino anglo-saxão que hoje inclui o Condados ingleses de Norfolk e Suffolk . Pouco se sabe sobre seu reinado, que pode ter começado em 779, de acordo com fontes posteriores, e muito poucas das moedas que ele emitiu foram descobertas. É sabido pela Crônica Anglo-Saxônica que ele foi morto por ordem de Ofa da Mércia em 794.
Etelberto foi canonizado localmente e se tornou o foco de cultos na Ânglia Oriental e em Hereford, onde existia o santuário do santo rei. Na ausência de fatos históricos conhecidos, os cronistas medievais forneceram seus próprios detalhes sobre sua ancestralidade, sua vida como rei e a morte nas mãos de Ofa. No dia 20 de maio é realizada uma festa em sua honra. Existem igrejas em Norfolk, Suffolk e no oeste da Inglaterra dedicadas a ele, sendo ele um patrono conjunto da Catedral de Hereford.

## Vida e reinado

O reino da Ânglia Oriental

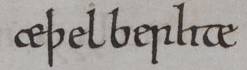
O nome de Etelberto na Crônica Anglo-Saxônica

Pouco se sabe sobre a vida ou reinado de Etelberto, já que poucos registros desse período da Ânglia Oriental sobreviveram.  O reinado de Etelberto pode ter começado em 779, data fornecida numa  hagiografia de autor desconhecido sobre a vida de um santo muito posterior.  Cronistas medievais forneceram relatos duvidosos de sua vida, na ausência de quaisquer detalhes reais. No século XV, Ricardo de Cirencester escreveu que os pais de Etelberto eram Etelredo I da Ânglia Oriental e Leofrana da Mércia. Ricardo narra em detalhes uma história da piedade de Etelberto, eleição como rei e governo sábio. Obrigado a se casar contra sua vontade, terá aparentemente concordado em se casar com Eadburh, a filha de Ofa da Mércia, e partiu para visitá-la, apesar dos pressentimentos de sua mãe e de suas experiências de eventos terríveis - um terremoto, um eclipse solar e uma visão.
Quatro centavos cunhados por Etelberto são conhecidos — Dois dos quais são conhecidos desde o século XVIII e um desde o início do XX.  Um deles, um centavo "leve", supostamente descoberto em 1908 em Tivoli, perto de Roma, é semelhante em tipo à moeda de Ofa. De um lado está a palavra REX, com uma imagem de Rômulo e Remo sendo amamentados por um lobo: no verso está o nome do rei e de seu fabricante, Lul, que também cunhou moedas para Ofa e Cenulfo da Mércia. O autor Andy Hutcheson sugeriu que o uso de runas na moeda pode significar "a continuidade do forte controle por parte dos líderes locais".  A numismata Marion Archibald observa que a emissão de moedas "lisonjeiras" desse tipo, com a intenção de ganhar amigos em Roma, provavelmente indicava que, como um sub-rei, Etelberto estava assumindo "um grau maior de independência do que [Ofa] ] estava preparado para tolerar ". 
As moedas fornecem uma das poucas fontes contemporâneas de Etelberto. Em março de 2014, a quarta moeda foi descoberta em Sussex por um detector de metais.  De acordo com o numismata britânico Rory Naismith, "as moedas de Etelberto poderiam ter sido emitidas ao longo de vários anos, seja durante um período em que parte ou toda a Ânglia Oriental afirmaram independência de Ofa, ou por algum tipo de arranjo para compartilhar os direitos de cunhagem com o governante da Mércia. "  Ofa impediu Etelberto de cunhar suas próprias moedas. 
Em 793, a vulnerabilidade da costa leste da Inglaterra foi exposta quando o mosteiro de Lindisfarne foi saqueado por viquingues e, um ano depois, Jarrow também foi atacada, o que leva o historiador Steven Plunkett a considerar que os anglos do leste seriam "forçados a buscar liderança firme" para fortalecer as defesas da região.  A reivindicação de Etelberto de pertencer à dinastia Wuffingas governante, sugerida pelo uso de uma loba romana e o título REX em suas moedas, surgiu da necessidade de uma realeza forte em resposta aos ataques vikings. 

## Morte e canonização
Etelberto foi executado por Ofa em circunstâncias pouco claras, aparentemente no vilarejo real em Sutton Walls.  De acordo com a Crônica Anglo-Saxônica, foi decapitado.   Fontes medievais contam como ele foi capturado enquanto visitava sua futura noiva Eldreda e foi então assassinado e enterrado. No relato de Ricardo de Cirencester, que não pode ser comprovado, a malvada rainha Cinedrida de Ofa convenceu seu marido a matar seu convidado, que foi amarrado e decapitado por um certo Grimberto, e seu corpo eliminado. O historiador medieval John Brompton 's Chronicon descreve como a cabeça destacada do rei caiu de uma carroça em uma vala onde foi encontrada, antes de restaurar a visão de um cego. De acordo com o Chronicon, Eldreda tornou-se um recluso em Crowland e seu pai arrependido fundou mosteiros, deu terras para a Igreja e viajou em peregrinação a Roma.
A execução de um rei anglo-saxão por ordem de outro governante era muito rara, embora os criminosos fossem enforcados e decapitados, como foi descoberto em Sutton Hoo.  A morte de Etelberto tornou a possibilidade de qualquer união pacífica entre os povos anglos, incluindo a Mércia, menos provável do que antes. 
Em 2014, o detector de metais Darrin Simpson encontrou uma moeda cunhada por Etelberto em um campo de Sussex. Essas moedas, cunhadas como um sinal de independência, podem ter levado à morte de Etelberto. Christopher Webb, chefe de moedas dos leiloeiros Dix Noonan Webb, disse: "Esta nova descoberta é uma adição importante e inesperada à história numismática da Inglaterra do século VIII". Foi vendida em leilão a 11 de junho de 2014 por £ 78.000.

## Legado

### Veneração

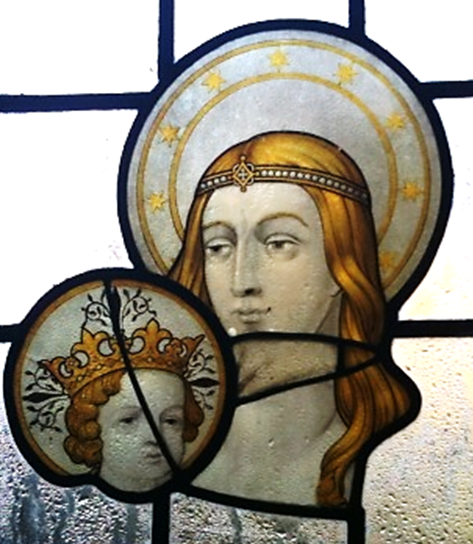
Santo Etelberto (à esquerda) com Cristo, da Igreja de Santo Etelberto, Alby, Norfolk

Após sua morte, Etelberto foi canonizado pela Igreja Inglesa. Várias Vidas de São Etelberto foram escritas durante a Idade Média, incluindo as de Geraldo de Gales e Osberto de Clare no século XII, e hagiografias de Roger de Wendover e Mateus de Paris no século seguinte. 
Ele era venerado em cultos religiosos tanto na Ânglia Oriental quanto em Hereford. A igreja anglo-saxônica da propriedade episcopal de Hoxne foi uma das várias dedicadas a ele em Suffolk. A igreja é mencionada no testamento de Theodreusus, bispo de Londres e Hoxne (c. 938 - c. 951), o que é uma possível indicação da existência de um culto religioso dedicado ao santo rei.  Apenas três dedicatórias de Etelberto estão perto de onde ele morreu - Marden, Catedral de Hereford e Littledean - as outras onze sendo em Norfolk ou Suffolk. O historiador Lawrence Butler argumentou que esse padrão incomum pode ser explicado pela existência de um culto real na Ânglia Oriental, que representou um "renascimento do cristianismo após o assentamento dinamarquês ao comemorar um governante local politicamente 'seguro' e corporalmente distante". 

### Edifícios cristãos dedicados a Etelberto
A Abençoada Virgem Maria e Santo Etelberto são patronos conjuntos da Catedral de Hereford, onde a música para o Escritório de Santo Etelberto sobreviveu no Breviário de Hereford do século XIII. 
St. Ethelbert's Gate é uma das duas entradas principais do recinto da Catedral de Norwich. A capela de Albrightestone, em um local próximo a um importante cemitério anglo-saxão escavado em Boss Hall em Ipswich, foi dedicada a Etelberto. Em Wiltshire, a igreja paroquial da Igreja da Inglaterra em Luckington é dedicada a St Mary e St Ethelbert. Em Norfolk, a Igreja da Inglaterra igrejas paroquiais em Alby, Wretham Leste, Larling, Thurton, Mundham e Burnham Sutton (onde há restos da igreja em ruínas) e as igrejas Suffolk em Falkenham, Hessett, Herringswell e Tannington são todos dedicados à santo. Na vizinha Essex, a igreja paroquial de Belchamp Otten é dedicada a St Ethelbert e All Saints, e a igreja de Stanway, originalmente uma capela anglo-saxônica, é dedicada a St Albright, que se acredita ser o mesmo santo.  Em 1937, o nome de St Ethelbert foi adicionado à igreja paroquial de St George em East Ham, Essex (agora Londres), a pedido da Catedral de Hereford, que havia financiado a reconstrução da igreja, anteriormente uma estrutura de madeira temporária.